# Ohmio
El ohmio (en inglés, ohm; símbolo: Ω) es la unidad derivada de resistencia eléctrica en el Sistema Internacional de Unidades. 
Su nombre se deriva del apellido del físico alemán Georg Simon Ohm (1789-1854), autor de la ley de Ohm.  Se desarrollaron varias unidades estándar derivadas empíricamente para la resistencia eléctrica en conexión con la práctica temprana de la telegrafía, y la Asociación Británica para el Avance de la Ciencia propuso una unidad derivada de las unidades existentes de masa, longitud y tiempo, y de una escala conveniente para el trabajo práctico tan temprano como 1861. A partir de 2020, la definición de ohmios se expresa en términos del efecto Hall cuántico.

## Definición

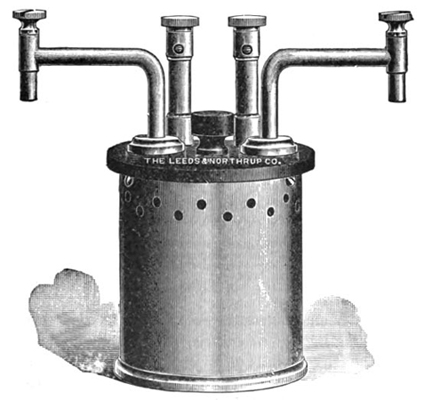
Una resistencia estándar de laboratorio de un ohmio, alrededor de 1917.

Se define a un ohm como la resistencia eléctrica que existe entre dos puntos de un conductor, cuando una diferencia de potencial constante de 1 voltio aplicada entre estos dos puntos, produce, en dicho conductor, una corriente de intensidad de 1 amperio (cuando no haya fuerza electromotriz en el conductor). Se representa por la letra griega mayúscula omega (Ω). También se define como la resistencia eléctrica que presenta una columna de mercurio de 106,3 cm de altura y 1 mm² de sección transversal a una temperatura de 0 °C. 
De acuerdo a la ley de Ohm tenemos que:
{\displaystyle \Omega ={\dfrac {\text{V}}{\text{A}}}={\dfrac {1}{\text{S}}}={\dfrac {\text{W}}{{\text{A}}^{2}}}={\dfrac {{\text{V}}^{2}}{\text{W}}}={\dfrac {\text{s}}{\text{F}}}={\dfrac {\text{H}}{\text{s}}}={\dfrac {{\text{J}}{\cdot }{\text{s}}}{{\text{C}}^{2}}}={\dfrac {{\text{kg}}{\cdot }{\text{m}}^{2}}{{\text{s}}{\cdot }{\text{C}}^{2}}}={\dfrac {\text{J}}{{\text{s}}{\cdot }{\text{A}}^{2}}}={\dfrac {{\text{kg}}{\cdot }{\text{m}}^{2}}{{\text{s}}^{3}{\cdot }{\text{A}}^{2}}}}
en el que aparecen las siguientes unidades: voltio (V), amperio (A), siemens (S), vatio (W), segundo (s), faradio (F), henrio (H),  julio (J), culombio (C), kilogramo (kg), y metro (m).
Tras la redefinición en 2019 de las unidades básicas del SI, en la que el amperio y el kilogramo se redefinieron en términos de constantes fundamentales, el ohmio se ve afectado por una escala muy pequeña en la medición.
En muchos casos, la resistencia de un conductor es aproximadamente constante dentro de un cierto rango de tensiones, temperaturas y otros parámetros. Se denominan  resistencias lineales. En otros casos la resistencia varía, como en el caso del termistor, que presenta una fuerte dependencia de su resistencia con la temperatura.
Comúnmente se omite una vocal de las unidades prefijadas kiloohmio y megaohmio, produciendo kilohmio y megohmio.
En los circuitos de corriente alterna, la  impedancia eléctrica también se mide en ohmios.

## Historia
El rápido auge de la electrotecnia en la última mitad del siglo XIX creó una demanda de un sistema de unidades racional, coherente, consistente e internacional para las magnitudes eléctricas. Los telegrafistas y otros usuarios de la electricidad en el siglo XIX necesitaban una unidad de medida práctica para la resistencia. La resistencia se expresaba a menudo como un múltiplo de la resistencia de una longitud estándar de los cables de telégrafo; diferentes agencias utilizaban diferentes bases para un patrón, por lo que las unidades no eran fácilmente intercambiables. Las unidades eléctricas así definidas no eran un sistema coherente con las unidades de energía, masa, longitud y tiempo, lo que obligaba a utilizar factores de conversión en los cálculos que relacionaban la energía o la potencia con la resistencia.
Se pueden elegir dos métodos diferentes para establecer un sistema de unidades eléctricas. Varios artefactos, como una longitud de cable o una célula electroquímica estándar, podrían especificarse como productores de cantidades definidas para la resistencia, el voltaje, etc. Alternativamente, las unidades eléctricas pueden relacionarse con las unidades mecánicas definiendo, por ejemplo, una unidad de corriente que dé una fuerza específica entre dos cables, o una unidad de carga que dé una unidad de fuerza entre dos cargas unitarias. Este último método garantiza la coherencia con las unidades de energía. La definición de una unidad de resistencia que sea coherente con las unidades de energía y de tiempo requiere también la definición de unidades de potencial y de corriente. Es deseable que una unidad de potencial eléctrico fuerce una unidad de corriente eléctrica a través de una unidad de resistencia eléctrica, realizando una unidad de trabajo en una unidad de tiempo, de lo contrario, todos los cálculos eléctricos requerirán factores de conversión.
Dado que las llamadas unidades «absolutas» de carga y corriente se expresan como combinaciones de unidades de masa, longitud y tiempo, el análisis dimensional de las relaciones entre potencial, corriente y resistencia muestra que la resistencia se expresa en unidades de longitud por tiempo una velocidad. Algunas de las primeras definiciones de una unidad de resistencia, por ejemplo, definían una unidad de resistencia como un cuadrante de la Tierra por segundo.
El sistema de unidades absolutas relacionaba las magnitudes magnéticas y electrostáticas con las unidades métricas de masa, tiempo y longitud. Estas unidades tenían la gran ventaja de simplificar las ecuaciones utilizadas en la solución de problemas electromagnéticos, y eliminaban los factores de conversión en los cálculos sobre las magnitudes eléctricas. Sin embargo, las unidades centímetro-gramo-segundo, CGS, resultaron tener tamaños poco prácticos para las mediciones prácticas.
Se propusieron varios estándares de artefactos como definición de la unidad de resistencia. En 1860 Werner Siemens (1816-1892) publicó una sugerencia para un estándar de resistencia reproducible en Poggendorffs Annalen der Physik und Chemie.
```
Propuso una columna de mercurio puro, de un milímetro cuadrado de sección transversal, de un metro de longitud: 
unidad de mercurio Siemens
. Sin embargo, esta unidad no era coherente con otras unidades. Una de las propuestas fue idear una unidad basada en una columna de mercurio que fuera coherente, en efecto, ajustando la longitud para que la resistencia fuera de un ohmio. No todos los usuarios de unidades disponían de los recursos necesarios para llevar a cabo experimentos de 
metrología
 con la precisión requerida, por lo que se necesitaban patrones de trabajo basados teóricamente en la definición física.
```

En 1861, Latimer Clark (1822-1898) y sir Charles Bright (1832-1888) presentaron una ponencia en la reunión de la Asociación Británica para el Avance de la Ciencia sugiriendo que se establecieran estándares para las unidades eléctricas y sugiriendo nombres para estas unidades derivados de eminentes filósofos, 'Ohma', 'Farad' y 'Volt'. La asociación británica en 1861 nombró un comité que incluía a Maxwell y a Thomson para que informara sobre los estándares de resistencia eléctrica. sugiriendo que se establecieran estándares para las unidades eléctricas y sugiriendo nombres para estas unidades derivados de eminentes filósofos, 'Ohma', 'Farad' y 'Volt'. La BAAS en 1861 nombró un comité que incluía a Maxwell y a Thomson para que informara sobre los estándares de resistencia eléctrica. Sus objetivos eran idear una unidad que tuviera un tamaño conveniente, que formara parte de un sistema completo para las mediciones eléctricas, que fuera coherente con las unidades para la energía, que fuera estable, reproducible y que se basara en el sistema métrico francés. En el tercer informe de la comisión, de 1864, se hace referencia a la unidad de resistencia como "unidad B.A., u Ohmad". En 1867, la unidad se denomina simplemente ohm. En el tercer informe de la comisión, de 1864, se hace referencia a la unidad de resistencia como "unidad B.A., u Ohmad".
El ohmio B.A. debía ser de 109 unidades CGS, pero debido a un error de cálculo la definición era un 1,3 % demasiado pequeña. El error era importante para la preparación de los patrones de trabajo.
El 21 de septiembre de 1881 el Congreso Internacional de Electricidad (conferencia internacional de electricistas) definió una unidad práctica de ohmios para la resistencia, basada en las unidades de CGS, utilizando una columna de mercurio de 1 mm² de sección, de aproximadamente 104,9 cm de longitud a 0 °C, similar al aparato sugerido por Siemens.
Un ohmio legal, un estándar reproducible, fue definido por la conferencia internacional de electricistas en París en 1884 como la resistencia de una columna de mercurio de peso especificado y 106 cm de largo; este fue un valor de compromiso entre la unidad BA (equivalente a 104,7 cm), la unidad Siemens (100 cm por definición) y la unidad CGS. Aunque se llama «legal», esta norma no fue adoptada por ninguna legislación nacional. El ohmio «internacional» fue recomendado por resolución unánime en el Congreso Internacional de Electricidad de 1893 en Chicago. La unidad se basó en el ohmio igual a 10 9 unidades de resistencia del sistema CGS de unidades electromagnéticas.. El ohmio internacional está representado por la resistencia ofrecida a una corriente eléctrica invariable en una columna de mercurio de área de sección transversal constante de 106,3 cm de largo y masa de 14,4521 gramos y 0 °C. Esta definición se convirtió en la base de la definición legal del ohmio en varios países. En 1908, esta definición fue adoptada por representantes científicos de varios países en la Conferencia Internacional sobre Unidades y Estándares Eléctricos en Londres. El estándar de la columna de mercurio se mantuvo hasta la Conferencia General de Pesos y Medidas de 1948 , en la que se redefinió el ohmio en términos absolutos en lugar de como un estándar de artefacto.
A finales del siglo XIX, las unidades se entendían bien y eran coherentes. Las definiciones cambiarían con poco efecto sobre los usos comerciales de las unidades. Los avances en metrología permitieron formular definiciones con un alto grado de precisión y repetibilidad.

## Explicación

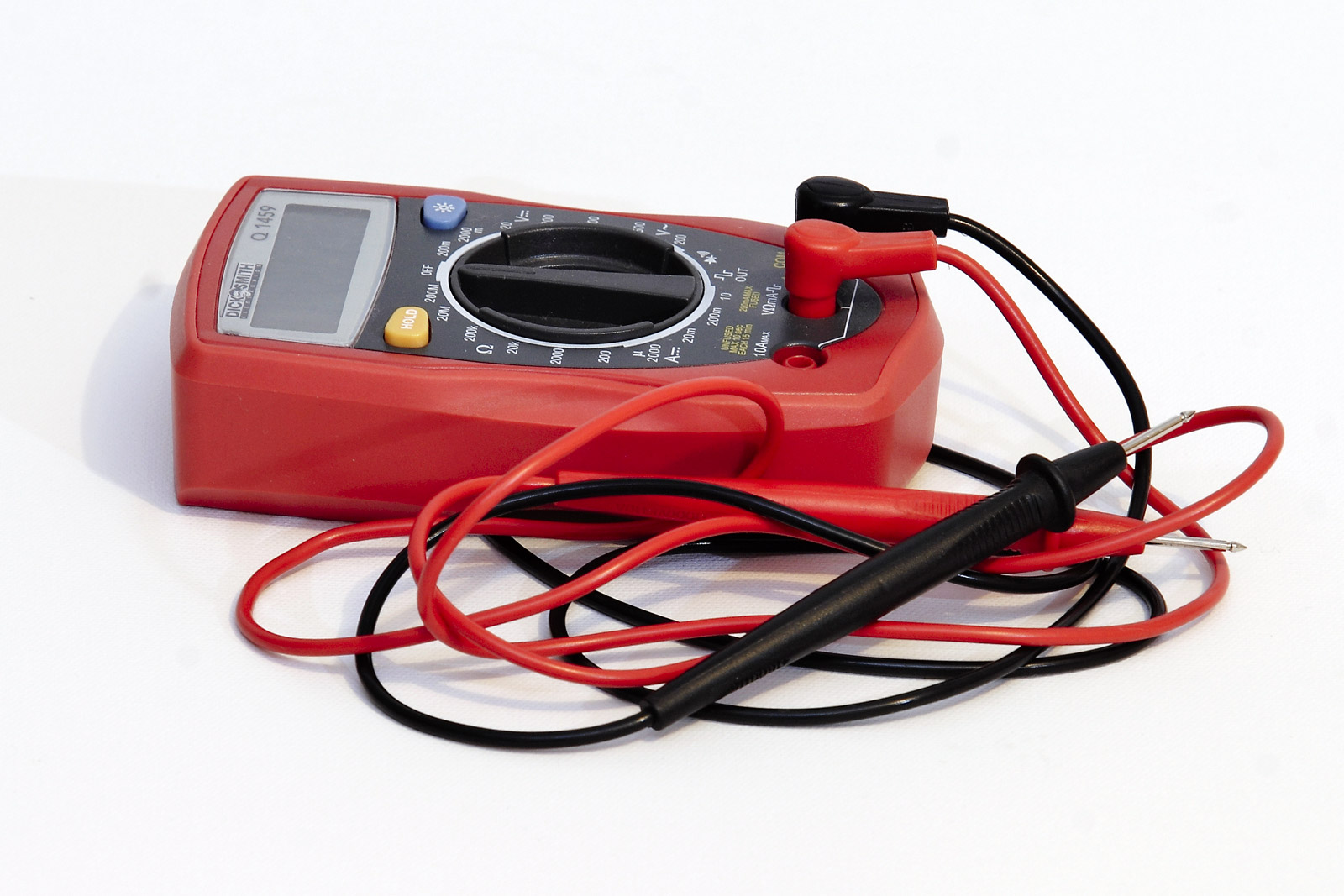
Aparato medidor

Según la Ley de Ohm, un dispositivo tiene una resistencia de un ohmio si una tensión de un voltio produce una corriente de un amperio. Lo que matemáticamente se expresa así: {\displaystyle \ R={\frac {V}{I}}}. 
Alternativamente un dispositivo que disipe un vatio de potencia con un amperio de corriente a través de una resistencia de un ohmio es {\displaystyle \ R={\frac {P}{I^{2}}}}.
Desde 1990 el ohmio se mantuvo internacionalmente utilizando el efecto cuántico de Hall, donde un valor convencional es usado para la constante de von-Klitzing, él fijó en la decimoctava Conferencia General de Pesos y Medidas como R{K-90} = 25812.807 Ω.
La cantidad compleja impedancia es una generalización de resistencia. La parte real es la resistencia y su parte imaginaria es la reactancia. La impedancia, la resistencia y la reactancia se miden todas en ohmios.
El símbolo para el ohmio es la letra griega omega mayúscula (Ω). Si la letra griega no puede ser usada, la palabra ohm puede remplazarla. 

## Conversión

Diagrama de un circuito eléctrico, donde se aprecia la resistencia, el voltaje y la intensidad de corriente.

- Una medición en ohmios es la opuesta de las mediciones en siemens, la unidad del SI de la conductividad eléctrica. Existe una unidad que no es del SI que es equivalente al siemens, el mho (escrito al revés ohm) que es más obsoleta y muy poco usada.
- Para transformar de ohmios a vatios, la potencia disipada por una resistencia puede ser calculada usando resistencias y voltaje. La fórmula es una combinación de la ley de Ohm y la ley de Joule {\displaystyle \ P={\ \ V^{2} \over R}}, donde P es la potencia en vatios, R es la resistencia en ohmios y V es la tensión en voltios.

Este método no es fiable para determinar la potencia de una lámpara incandescente, pues la resistencia al calor o los cortos eléctricos de los dispositivos operan a muy altas temperaturas, y las medidas de resistencia usadas no representan la resistencia a la que opera. Para esas condiciones se debe multiplicar al voltaje por la corriente en amperios para obtener la potencia.

## Múltiplos del SI
A continuación una tabla de los múltiplos y submúltiplos del Sistema Internacional de Unidades.
| Submúltiplos                                   | Submúltiplos | Submúltiplos |        | Múltiplos | Múltiplos   | Múltiplos |
| Valor                                          | Símbolo      | Nombre       | Valor  | Símbolo   | Nombre      |           |
| 10−1 Ω                                         | dΩ           | deciohmio    | 101 Ω  | daΩ       | decaohmio   |           |
| 10−2 Ω                                         | cΩ           | centiohmio   | 102 Ω  | hΩ        | hectoohmio  |           |
| 10−3 Ω                                         | mΩ           | miliohmio    | 103 Ω  | kΩ        | kiloohmio   |           |
| 10−6 Ω                                         | µΩ           | microohmio   | 106 Ω  | MΩ        | megaohmio   |           |
| 10−9 Ω                                         | nΩ           | nanoohmio    | 109 Ω  | GΩ        | gigaohmio   |           |
| 10−12 Ω                                        | pΩ           | picoohmio    | 1012 Ω | TΩ        | teraohmio   |           |
| 10−15 Ω                                        | fΩ           | femtoohmio   | 1015 Ω | PΩ        | petaohmio   |           |
| 10−18 Ω                                        | aΩ           | attoohmio    | 1018 Ω | EΩ        | exaohmio    |           |
| 10−21 Ω                                        | zΩ           | zeptoohmio   | 1021 Ω | ZΩ        | zettaohmio  |           |
| 10−24 Ω                                        | yΩ           | yoctoohmio   | 1024 Ω | YΩ        | yottaohmio  |           |
| 10−27 Ω                                        | rΩ           | rontoohmio   | 1027 Ω | RΩ        | ronnaohmio  |           |
| 10−30 Ω                                        | qΩ           | quectoohmio  | 1030 Ω | QΩ        | quettaohmio |           |
| Prefijos comunes de unidades están en negrita. |              |              |        |           |             |           |

Esta unidad del Sistema Internacional es nombrada así en honor a Georg Simon Ohm. En las unidades del SI cuyo nombre proviene del nombre propio de una persona, la primera letra del símbolo se escribe con mayúscula (Ω), en tanto que su nombre siempre empieza con una letra minúscula (ohmio), salvo en el caso de que inicie una frase o un título.
Basado en The International System of Units, sección 5.2.

## Uso del símbolo Ω en documentos electrónicos
Unicode posee un símbolo de ohmio (Ω U 2126, Ω) distinto de la omega griega entre los símbolos de letras: U +03 A9 Ω (HTML: Ω Ω). Muchos editores de texto permiten el uso de ALT 937 para producir el símbolo Ω.